# Forca (attrezzo)

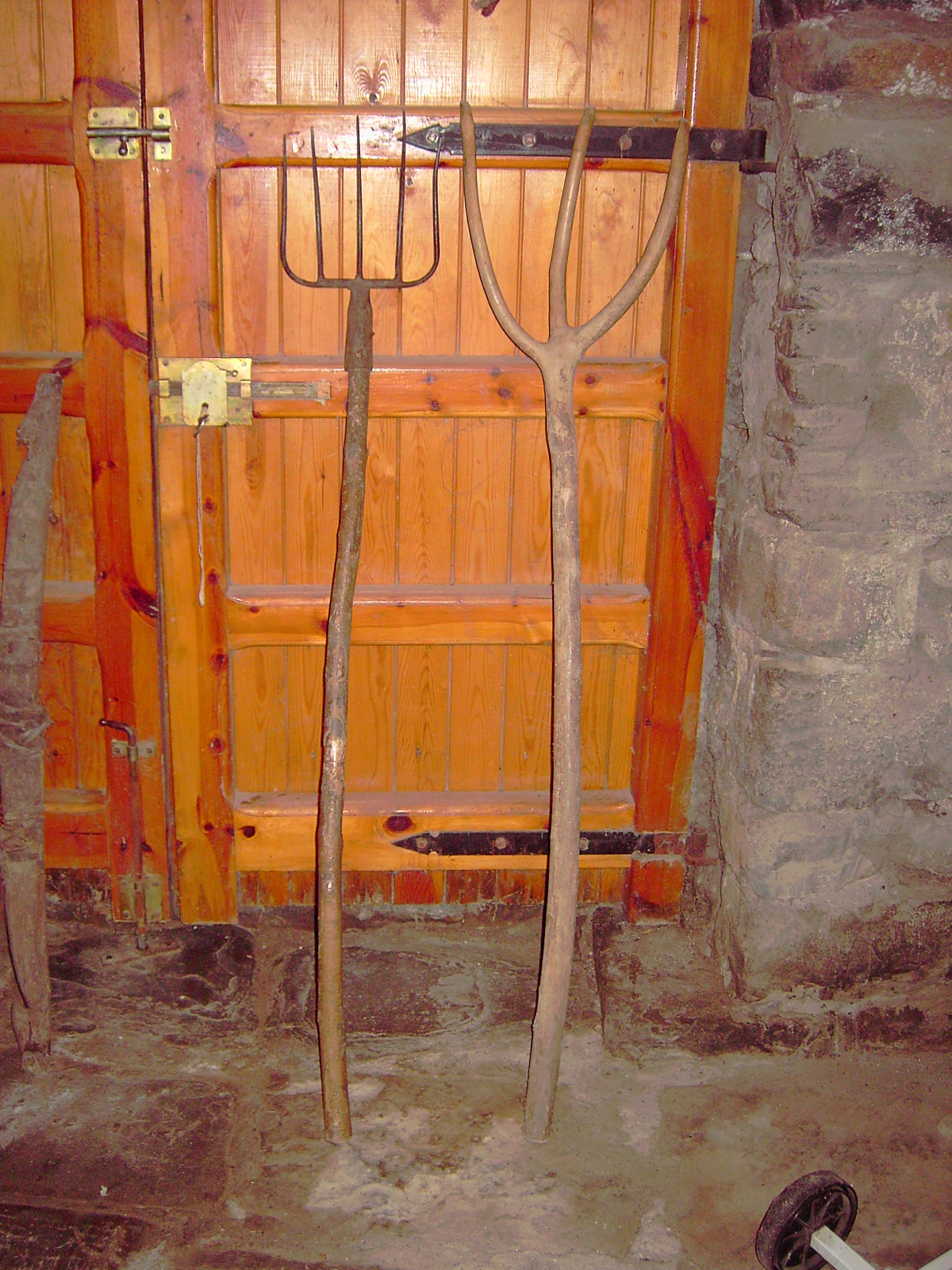
Due esempi di forca; una moderna con i rebbi di ferro, l'altra interamente in legno

La forca o forcone è un attrezzo agricolo usato per raccogliere o smuovere il fieno e la paglia essiccata o ancora materiali in pezzi come il letame, il terriccio e la pollina.

## Descrizione
La sua parte anteriore è composta in genere da tre o più rebbi, generalmente metallici, anche se non mancano esemplari che ne hanno solamente due. Il manico può essere sia di legno sia in ferro (o anche in plastica dura); la sua lunghezza varia. La posizione dei rebbi, in asse con il manico, lo differenzia dal rastrello, perché in quest'ultimo attrezzo il lungo manico generalmente di legno è attaccato perpendicolarmente ai rebbi. Il manico, come nel rastrello, va dai 35 ai 70 cm.

## Storia
Il successo di questo attrezzo e la sua rapida diffusione cominciarono all'inizio del Medioevo. In origine erano particolarmente apprezzate forche con denti legnosi di cornacea, facili da costruire ma meno resistenti all'uso. In seguito le forche con denti in metallo furono usate anche come armi. Prima dell'industrializzazione la forca era considerata indispensabile nel lavoro rurale, ma è tuttora uno strumento diffuso in tutti i continenti.
In passato, soprattutto nel basso Medioevo, era una delle armi simbolo delle rivolte contadine e delle sommosse dei ceti meno abbienti, in quanto era uno dei pochi strumenti a disposizione dei poveri di una certa utilità per il combattimento, data la sua leggerezza, la facilità di uso, la resistenza e la disponibilità in gran numero. Spesso per renderla più simile a un'arma veniva inastata.